# Втрати 103-ї окремої бригади територіальної оборони України

У статті описано деталі загибелі бійців 103-ї бригади ТрО

## Список
| №    | Ім'я                                   | Короткі біографічні дані | Дата загибелі     | Обставини загибелі |
| ---- | -------------------------------------- | --- | ----------------- | --- |
| 2022 |                                        | |                   | |
| 1.   | Заращак Іванна Степанівна              | Нар. 7 липня 1984 (37 років). Проживала в с. Коти, Яворівського району, Львівської області. З 2020 по січень 2022 року служила в 24-й окремій механізованій бригаді з якою 9 місяців перебувала в зоні проведення Операції об'єднаних сил в Луганській області. В лютому 2022 була переведена в 103 бригаду ТрО на посаду старшого солдата — зв'язківця. 26 квітня 2022 року, разом з бригадою була відправлена в зону бойових дій в Донецькій області для протидії повномасштабному російському вторгненню. | 5 травня 2022     | Загинула внаслідок російського обстрілу штабу її підрозділу в м. Сіверськ |
| 2.   | Ковальчук Сергій Михайлович            | 11 серпня 1976. Проживав у м. Червонограді Львівської області. Військовослужбовець 63-го окремого батальйону територіальної оборони 103 ОБрТрО. | 9 травня 2022     | Загинув у боях з російськими окупантами |
| 3.   | Гнідець Василь                         | 36 років, мешканець м. Соснівки Львівська область. Військовослужбовець 63-го окремого батальйону територіальної оборони 103 ОБрТрО. | 13 травня 2022    | Загинув у боях з окупантами |
| 4.   | Кузьмів Сергій Андрійович («Док»)      | сержант 63-го окремого батальйону територіальної оборони 103 ОБрТрО. | 18 травня 2022    | Загинув у бою |
| 5.   | Созанський Євгеній Юрійович            | 4 липня 1990, м. Червоноград Львівська область. Військовослужбовець 63-го окремого батальйону територіальної оборони 103 ОБрТрО. | 4 серпня 2022     | Загинув у бою |
| 6.   | Ничвид Василь Петрович                 | 1969, мешканець м. Золочева Львівської області. Капітан, командир стрілецької роти, виконувач обов'язків заступника командира 64 батальйону 103 ОБрТрО. | 25 вересня 2022   | Загинув у битві за Лиман |
| 7.   | Редька Михчайло                        | Воїн 103-ої окремої бригади 64 батальйону Сил територіальної оборони |                   | Загинув у бою |
| 8.   | Курнат Володимир Іванович              | 1 жовтня 1972, м. Львів. Лейтенант, військовослужбовець 103 ОБрТрО. | 26 вересня 2022   | Загинув у бою |
| 9.   | Стецько Володимир                      | 36 років. Боєць 103-ї бригади | 30 вересня 2022   | Загинув у бою |
| 10.  | Шийко Ростислав Орестович («Дрогобич») | Нар. 23 липня 1989, Львів (33 роки). З 2015 року боєць полку «Азов». У 2022 відправився на Схід країни у складі 103-ї бригади ТрО. | 15 жовтня 2022    | Загинув внаслідок ураження від вибуху протитанкової міни в Луганській області. |
| 11.  | Власов Володимир («Влас»)              | 22 червня 1977, с. Комарів (Кельменецький район) Чернівецька область. Військовослужбовець 62-го окремого батальйону територіальної оборони 103 ОБрТрО. | 25 жовтня 2022    | Загинув від влучання осколка танкового снаряду у боях з російськими окупантами на Донбасі |
| 12.  | Хміляр Юрій Романович                  | 25 червня 1993, м. Львів. Капітан, військовослужбовець 103 ОБрТрО. | 12 листопада 2022 | Загинув у бою |
| 13.  | Бервецький Олег                        | 5 листопада 1983, м. Львів. Військовослужбовець 103 ОБрТрО. | 21 листопада 2022 | Загинув у бою |
| 14.  | Галич Мар'ян Васильович                | 12 квітня 2000, с. Карпатське, Самбірський район. Старший солдат, 103-тя окрема бригада територіальної оборони. | невідомо          | Загинув у бою |
| 15.  | Климів Назарій                         | | 29 вересня 2022   | Загинув у бою |
| 16.  | Піх Богдан                             | 54 роки, м. Львів. | 1 грудня 2022     | Загинув у бою |
| 2023 |                                        | |                   | |
| 17.  | Солтис Руслан Романович («Позитив»)    | 24 вересня 1980, мешканець с. Забужжя (Червоноградський район) Львівська область. Молодший сержант, командир зенітного кулеметного відділення зенітного ракетно-артилерійського взводу роти вогневої підтримки 62-го окремого батальйону територіальної оборони 103 ОБрТрО. | 16 січня 2023     | Загинув у бою |
| 18.  | Литвинчук Артем («Поляк»)              | 27 років, смт Високопілля Херсонська область. Військовослужбовець роти вогневої підтримки 103 ОБрТрО. | 28 січня 2023     | Загинув у бою |
| 19.  | Новіцький Ростислав («Стрий»)          | 7 лютого 1975, м. Стрий Львівська область. Сержант, старший оператор протитанкової роти вогневої підтримки 103 ОБрТрО. | 28 січня 2023     | Загинув у бою |
| 20.  | Запотічний Євген («Потіха»)            | 7 лютого 1975, с. Андріянів Львівська область. Військовослужбовець роти вогневої підтримки 103 ОБрТрО. | 28 січня 2023     | Загинув у бою |
| 21.  | Дицьо Микола («Сян»)                   | Військовослужбовець роти вогневої підтримки 103 ОБрТрО. | 28 січня 2023     | Загинув у бою |
| 22.  | Машівський Дмитро Володимирович        | | 23 березня 2023   | |
| 23.  | Андрушко Андрій                        | Із початком повномасштабного вторгнення росії став до лав 103-ї окремої бригади | 24 березня 2023   | Загинув у бою |
| 24.  | Запоточний Роман                       | 41 рік, м. Дрогобич. Закінчив місцеву школу № 15, а згодом Дрогобицький коледж нафти і газу. Через день після початку повномасштабного вторгнення вступив до лав ТРО та став на захист України. Ніс службу в 67-му окремому батальйоні 103-ї бригади ТРО. | 2 травня 2023     | Потрапив під артилерійський обстріл на Куп'янському напрямку. |
|      | Тимощук Віктор Миколайович («Батя»)    | 52 роки, с. Кириївка Житомирської області. | 27 червня 2023    | Загинув біля села Кислівка Куп'янського району Харківської області. Похований в селі Авратин на Житомирщині |
|      | Ляховольський Роман Іванович           | 25 квітня 1986, м. Стрий, Львівської області. Солдат. | 22 липня 2023     | Загинув від осколкового поранення під час виконання бойового завдання поблизу села М'ясожарівка на Луганщині. |
| 2024 |                                        | |                   | |
| 26.  | Ковалишин Тарас                        | командир стрілецького відділення | 29 липня 2024     | Загинув поблизу населеного пункту Катеринівка на Сумщині |
| 25.  | Олійник Олександр                      | молодший сержант | 3 серпня 2024     | Помер у військово-медичному клінічному центрі Північного регіону Харкова |
|      | Кондур Тарас Ігорович                  | 34 роки, с. Грушів | 7 серпня 2024     | Загинув у бою з ворогом поблизу населеного пункту Дарьїно Курської області |
|      | Крамарівський Любомир Іванович         | 21.02.1981, м. Львів. Навчався у Середній загальноосвітній школі № 62. Здобув освіту спершу у Львівському поліграфічному фаховому коледжі та Ставропігійському вищому професійному училищі м. Львова, згодом вступив до Української академії друкарства. Також закінчив Львівську філію Європейського університету. Займався приватним підприємництвом у поліграфічній сфері. Разом з дружиною мешкав у селі Суховоля на вулиці Гонти, 8. У квітні 2024 року став на захист Батьківщини від загарбників. Проходив військову службу на Сумщині у лавах 103-ї окремої бригади ТРО. | 9 серпня 2024     | Загинув поблизу населеного пункту Кияниця, Сумської області |
|      | Хижняк Віктор Миколайович              | 54 роки, с. Черкаська Лозова, Харківська область. Служив стрільцем-помічником гранатометника у 63 окремому батальйоні Сил ТрО Збройних. | 9 серпня 2024     | Загинув поблизу населеного пункту Кияниця Сумського району Сумської області |
|      | Розенко Віталій Миколайович            | 8 червня 1978, м. Львів. Згодом з сім'єю переїхав до Дрогобича, де в подальшому проживав. Закінчив 14-ту школу, згодом Львівський національний університет МВС. 11 років свого життя віддав службі в поліції. Після звільнення працював на «Леоні». У січні 2024 року був мобілізований і став на захист України. Захищав Україну в складі 67 батальйону ТрО ЗСУ. З того часу перебував на передових позиціях фронту. | 9 серпня 2024     | Загинув під час виконання бойового завдання з захисту України на Сумщині |
|      | Кожан Ростислав Сергійович             | 1990, с. Довге Моршинської територіальної громади. Гранатометник 2-го стрілецького відділення 3-го стрілецького взводу 2-ї стрілецької роти. | 9 серпня 2024     | Загинув поблизу населеного пункту Кияниця Сумського району Сумської області. |
|      | Северин Олег Тарасович                 | 1981, м. Снятин. | 9 серпня 2024     | Загинув поблизу населеного пункту Кияниця Сумського району Сумської області |
|      | Покотило В'ячеслав Миколайович         | 22 роки, с. Рогізна. На військову службу був прийнятий 12 травня 2023 р. Кам'янець-Подільським РТЦК та СП, мужньо виконував військовий обов'язок на посаді майстра ударних безпілотних авіаційних комплексів. | 9 серпня 2024     | Загинув поблизу населеного пункту Кияниця Сумського району Сумської області |
|      | Зеленський Олександр Миколайович       | | 9 серпня 2024     | Загинув поблизу населеного пункту Кияниця Сумського району Сумської області |
| 24.  | Лазарев Ігор                           | Молодший сержант, командир 3 стрілецького відділення 2 стрілецького взводу 3 стрілецької роти | 11 серпня 2024    | Загинув внаслідок отриманих поранень не сумісних з життям |
|      | Малий Володимир                        | 36 років, с. Кавсько Стрийської громади. Був солдатом, старшим водієм-електриком мінометного взводу Стрийського батальйону ТрО. | 11 серпня 2024    | Помер внаслідок зупинки серця у зоні бойових дій. |
|      | Ришко Мар'ян                           | 20.03.1983, с. Грушів Львівської області | 19 серпня 2024    | [ 31 ] |
|      | Брінь Орест Романович                  | 6.06.1988, м. Львів. | 25 серпня 2024    | [ 32 ] |
|      | Морський Тарас                         | 19.02.1984, селище Щирець Львівської області. | 27 серпня 2024    | [ 33 ] |
|      | Лопатюк Роман Ігорович                 | 1989, Львівщина. Солдат, номер обслуги першого протитанкового взводу | 27 серпня 2024    | Загинув поблизу села Вишньовка Курської області |
|      | Мельник Денис Анатолійович («КІТ»)     | 25.11.1992, м. Бориспіль. Молодший сержант, командир стрілецького відділення стрілецького взводу стрілецької роти в/ч А7371. З початку вторгнення рф на територію України, став головою ГО «Українська мрія», зібрав команду волонтерів та почав активну діяльність в сфері благодійності, а саме допомагати захисникам ЗСУ та відправляти гуманітарну допомогу мешканцям деокупованих територій. 28.12.2022 р. був призваний на військову службу де його було прикомандировано до 122 окремого аеромобільного батальйону підрозділу десантних військ ЗСУ, яка входить до складу 81 ОАеМБр. За період служби в ДШВ отримав численні поранення. Згодом було переведено до 103-ї окремої бригади ТРО. Був нагороджений нагрудним знаком «Ветеран війни» та медаллю «За службу державі». До останнього подиху залишився вірним своїм побратимам, своєму народові та своїй Батьківщині. | 27 серпня 2024    | Загинув в населеному пункті Снягость Кореневського району Курської області. Під час виконання бойового завдання залишився біля РЕБу наказавши побратимам йти до укриття. Отримав смертельне поранення від 120-мм міномету. Похований на алеї почесних поховань м. Бориспіль. |
|      | Долинський Антон                       | 3.06.1985, м. Львів. У серпні 2022 року нагороджений медаллю «Учасник бойових дій». | 29 серпня 2024    | [ 36 ] |
|      | Дихтяр Марія Володимирівна («Пантера») | 1981, с. Борок. Капітан медичної служби, учасниця російсько-української війни. | 2 вересня 2024    | [ 37 ] |
|      | Ігор Поліщук                           | 01.12.1969, м. Львів | 5 травня 2025     | |
|      |                                        | |                   | |
| …    | військовослужбовці 103-ї бригади ТРО   | для доповнення |                   | |